# Xue (Staat)
Xue (chinesisch 薛, Pinyin Xuē, unbekannt – unsicher 327 v. Chr.) war ein kleiner Vasallenstaat während der Östlichen Zhou-Dynastie (770 v. Chr. bis 256 v. Chr.) im heutigen Shandong. Der Staat bestand nach ungesicherten Quellen ca. 1500 Jahre. Der Xue-Staat wurde zunächst von der Familie Ren und in der späteren Phase von der Familie Gui (ebenfalls Herrscher der Staaten Qi und Chen) regiert. Mit dem Xue-Staat wird insbesondere seine Rolle im Handel und in der Landwirtschaft verbunden.
Die Stätte seiner Hauptstadt (薛城遗址,  Xuecheng yizhi, englisch Xuecheng Site) in der Stadt Tengzhou (滕州市) steht seit 1988 auf der Liste der Denkmäler der Volksrepublik China (3-202).

## Geschichte

### Mythische Anfänge
Laut chinesischen Mythen war Yu Xiao der Gründer des Staates Xue. Er entstammte der Familie Ren, weswegen die Anfangsperiode des Xue-Staates auch oft als „Ren-Xue“ bezeichnet wird, und war angeblich ein Nachfahre des Gelben Kaisers. Zuvor war er Lehnsherr des Lehensgutes Ren (heute Renqiu in Hebei) eingesetzt. In China wird ihm die Erfindung der des Streitwagens zugeschrieben. Außerdem soll er Yu den Großen bei der Bändigung der Großen Flut unterstützt haben. Yu Xiao erhielt den Titel eines Markgrafen, und er „vererbte in 64 Generationen, und der Staat überdauerte 1.900 Jahre“.

### Übernahme durch den Qi-Staat
In der Mitte und späteren Zeit der Zeit der Frühlings- und Herbstannalen schloss der Xue-Staat eine Union mit Wen von Jin, dem Herrscher des Staates Jin. Im Jahr 418 v. Chr. eroberte Qi das Territorium des Xue-Staats. Somit übernahm die Familie Gui (Verwandte der Herrscher des Qi-Staats) die Herrschaft. Wegen des Wechsels des Herrschergeschlechts, werden die Folgejahre als „Gui-Xue“ Periode bezeichnet.

### Herrschaft von Meng Chang und Untergang
Der letzte Herrscher des Staates Xue, Meng Chang, verfolgte eine sehr tolerante Einwanderungspolitik, insbesondere gegenüber Gelehrten und Youxia (chinesische Vagabundenkrieger). Ziel dieser Einwanderungspolitik war es die Hauptstadt Xuecheng zur seinerzeit größten Stadt zu machen. Mit 60.000 Haushalten wurde Xuecheng zur zweitgrößten Stadt der Zeit der Streitenden Reiche, nach Linzi, der Hauptstadt des Qi-Staates mit 70.000 Haushalten. Nach dem Tod von Meng Chang, schlossen sich der Qi- und der Wei-Staat zusammen, um den Xue-Staat zu erobern, da sie befürchteten, dass die Hauptstadt Xuecheng zu mächtig werden könne.

### Nach dem Untergang
Nach dem Untergang des Königreichs ist es schwierig zu sagen, was genau mit dem Gebiet passiert ist, da es keine schriftlichen Aufzeichnungen darüber gibt. Nach mehreren Kriegen in Zeit der Sui-Dynastie und der Tang-Dynastie wurde das Gebiet des ehemaligen Xue-Staats vollständig auf Trümmer und Ackerland reduziert.

## Territorium
Das Territorium des Xue Staates grenzte im Süden an die Hegemonialstaaten Chu und Yue, im Westen an die Staaten Wey und Song, im Norden an den Kleinstaat Teng und den Staat Lu und im Osten an den Hegemonialstaat Qi. Die Lage des Xue-Staates wurde als strategisch wichtig beschrieben.

## Ausgrabungen
Die Ruinenstadt des Xue-Staats befindet sich 30 km südlich von Tengzhou, Shandong, an der Grenze zwischen den Ortschaften Guanqiao und Zhangwang. Sie liegt östlich des alten Xue-Flusses (dessen alter Lauf heute als „Kleiner Wei-Fluss“ bekannt ist). Die Stadtmauer ist 28 Li (10.615 Meter) lang und hat eine unregelmäßig quadratische Form. Die Mauerreste sind 4–8 Meter hoch und bestehen aus gestampfter Erde mit einer Breite von 20–30 Metern. In den Jahren 1984 bis 1986 führte das Archäologische Institut von Shandong eine umfassende Erkundung und Ausgrabung der Stadt durch und entdeckte zehn kleine und große Stadttore, mehr als zehn Werkstätten für Kupfer, Eisen und Ton sowie neun Siedlungsstätten. Im Zentrum der Stadt befand sich der Hauptsitz des Königs von Xue, der auf dem höheren Gelände von Huangdiang stand. Im Südosten der Stadt und innerhalb und außerhalb der östlichen Stadt wurden mehr als 200 Gräber von Xue-Adligen aus der späten Westlichen Zhou-Dynastie bis zur Zeit der Zeit der Frühlings- und Herbstannalen freigelegt. Dabei wurden eine große Anzahl von wertvollen Schätzen wie Bronze- und Keramikartefakte entdeckt. Besonders bemerkenswert sind die Bronzegeräte mit den Inschriften „Xue Hou“ und „Xue Zi“, die die Stadt Xue als die ehemalige Hauptstadt des Staates Xue von der Westlichen Zhou-Dynastie bis zur Zeit der Zeit der Frühlings- und Herbstannalen bestätigen. Aufgrund ihrer Größe und Vollständigkeit wurde sie im Januar 1988 von der chinesischen Regierung als drittes nationales Schlüsselschutzobjekt für Kulturgüter bekannt gegeben.